# Martin Pohl (Künstler)
Martin Pohl (* 1961 in Tarsch, Latsch, Südtirol) ist ein italienischer Maler und Künstler.

## Leben
Pohl absolvierte von 1987 bis 1992 ein Studium an der Universität für angewandte Kunst in Wien, bei Ernst Caramelle. Von 1992 bis 1994 hatte er einen Lehrauftrag an der Wiener Universität für angewandte Kunst. Seit 1992 hat er zudem zahlreiche Kunst-am-Bau-Projekte realisiert. 2002 bis 2004 erfolgte ein Arbeitsstipendium in Paris, in 2005 bis 2006 eines in Wien.
Martin Pohl ist in zahlreichen privaten und öffentlichen Kunstsammlungen mit seinen Arbeiten vertreten.
Martin Pohl ist Mitglied der Vereinigung Künstlerhaus Wien. Er lebt in Wien und Bozen.

## Werke im Öffentlichen Raum
- 2013: Künstlerische Intervention, Krankenhaus Bozen
- 2012: Öffentliche Bibliothek Auer, Kunst am Bau
- 2008: Wohnbausiedlung Auer, Kunst am Bau
- 1999: Bergbaumuseum Steinhaus, Installation
- 1992: Künstlerische Gestaltung der Schallwände für die Süd-Ost-Autobahn, Wien mit Oswald Oberhuber

## Einzelausstellungen
- 2022: Galerie Lukas Feichtner, Wien, „New Shapes“
- 2020: Malerei -pittura, Schloss Kastelbell
- 2019: Galerie Lukas Feichtner Wien, „Methamorphose“
- 2019: Galerie Schmidt, Reith/Albachtal
- 2019: Galerie Trapp, Salzburg
- 2018: Galerie Trapp Salzburg „darüber hinaus“
- 2018: Galleria Cattani Contemporary Art, Bozen
- 2017: Galerie Arthouse, Bregenz
- 2017: Horror Vacui - Galerie Lukas Feichtner, Wien
- 2015: Galerie Lukas Feichtner, Wien
- 2014: Galerie Trapp, Salzburg
- 2014: Galerie Schmidt, Tirol
- 2012: Galleria Cattani Contemporary Art, Bozen
- 2012: Kunsthaus Meran, „An den Grenzen der Malerei“
- 2011: Galerie Gefängnis, Kaltern, „Pohl&Zolly, die2te. – mixed – media“
- 2010: 5e-Museum Waidhofen an der Ybbs, Installation im Kristallsaal
- 2009: Stadtgalerie Brixen, „Konzeptuelle Malerei“
- 2008: Galerie Goldener Engel, Hall in Tirol
- 2006: Galerie Jünger, Baden bei Wien
- 2005: Galerie Kunsthaus Muerz, Mürzzuschlag
- 2005: Galerie Jünger, Baden bei Wien
- 2005: Galerie Les Chances de l`Art, Bozen
- 2004: Beiträge zur Zeitkunst, im Pavillon Wels
- 2002: Steirischer Herbst, Galerie Kunstmagazin Hell
- 2002: Galerie Jünger, Baden bei Wien
- 1997: Galerie Jünger, Baden bei Wien
- 1996: Galerie Museum, Bozen

## Publikationen
- 2015: Berg und Tal NöART. Niederösterreichische Gesellschaft für Kunst und Kultur, ISBN 978-3-9503446-8-4.
- 2011: An den Grenzen der Malerei. Edition Raetia, ISBN 978-88-7283-420-6. Texte Günther Oberhollenzer, Valerio Deho
- 2011: Kunstankäufe des Ferdinandeum Tirol 2007–2009.
- 2011: Arbeiten – Lavori in Corso Südtiroler Landesregierung
- 2010/2011: La Collezione di Museion / Bolzano -2+3, ISBN 978-88-96501-48-1.
- 2009: Sammellust, Finstral, Kunst Meran.
- 2007: Kunst in Tirol vom Barock bis in die Gegenwart. Athesia Verlag.
- 2006: Storm the Museum Space. Ratia Verlag ISBN 978-88-7283-420-6 Texte von Elisabeth von Samsonov, Andreas Habkemayer.
- 2006: Substanz und Fülle. AR/GE Kunst Bozen
- 2005: Die Sammlung der Kunstwerke der Autonomen Region Trentino-Südtirol.
- 2002: Steirischer Herbst Veranstaltung GmbH